# Pseudocatharylla lagosella
Pseudocatharylla lagosella là một loài bướm đêm trong họ Crambidae.